# Dret laboral
El dret laboral (també conegut com a dret del treball o dret social) és una branca del dret on els principis i normes jurídiques tenen per objecte la tutela del treball humà realitzat de forma lliure, per compte d'altres, en relació de dependència i a canvi d'una contraprestació. És un sistema normatiu heterònom i autònom que regula determinats tipus de treball dependent i de relacions laborals.
El dret laboral és una categoria del dret ubicada entre el dret públic i el dret privat que regula les relacions entre empresaris i treballadors. És dret privat perquè regula la relació entre dos particulars (empresari i treballador), i és dret públic perquè l'Estat hi intervé, a través de normes d'obligat compliment que regulen aquesta relació entre dos particulars.

## Antecedents

### La Revolució Industrial i les relacions laborals
La Revolució Industrial va donar origen a noves relacions de treball, ja que els treballadors van passar a exercir en els establiments de propietat dels seus ocupadors en lloc de fer-ho en els seus domicilis, sotmesos a exigències d'ordre i coordinació amb les màquines i amb els seus companys de feina fins al moment desconegudes. A això s'hi afegia que la introducció de la màquina feia possible el treball de nens i dones que ingressaven al mercat de treball en competència amb els adults homes, el que sumat a la productivitat més gran aconseguida per les màquines, ocasionava l'existència d'enormes contingents de treballadors desocupats que podien substituir qualsevol assalariat que protestés per les seves condicions de treball. Aquesta nova organització del treball els sotmetia a condicions d'esforç, horari, riscos d'accidents, malalties professionals, manca de descans i remuneració ínfima.
Van anar sorgint de forma espontània i esporàdica diversos tipus de protestes, com les manifestacions, la vaga, l'ocupació de fàbriques i el sabotatge, que van precedir la formació d'organitzacions de treballadors (els sindicats).
L'exercici del poder polític per representants dels sectors socials beneficiaris d'aquesta situació assegurava el seu manteniment. En nom de la llibertat individual se sostenia que els estats no havien de legislar interferint en la "lliure contractació" entre ocupadors i treballadors. La intervenció de l'Estat en els conflictes laborals es va limitar durant molt de temps a la repressió de les protestes, considerades il·lícites, mitjançant l'acció policial o militar.

### Aparició del principi tuïtiu de l'Estat
Durant el segle xix van anar naixent diversos corrents, que des d'angles diferents, exigien la intervenció de l'Estat en defensa dels treballadors, com les escoles intervencionistes i les escoles socialistes.
Les escoles intervencionistes volen que l'Estat protegeixi, per mitjà d'una política adequada, a les classes socials i culturals perjudicades amb la lliure distribució de la riquesa.
El socialisme, particularment en el seu desenvolupament formulat per Karl Marx, procurava substituir l'estructura capitalista per un règim en què no existís la propietat privada dels mitjans de producció ni l'explotació per uns éssers humans de la força de treball d'altres. L'objectiu del socialisme és l'emancipació dels proletaris per obra revolucionària dels mateixos proletaris.
L'Església catòlica va adoptar inicialment, durant molt de temps, una actitud de condemna sistemàtica de totes les tendències que pretenien imposar límits a la lliure explotació del treball. La seva evolució només va començar a finals del segle xix. El que avui es coneix com a "doctrina social de l'Església" va tenir les seves principals fites en les encícliques Rerum Novarum (1891), Quadragesimo Anno (1931), Mater et Magistra (1961) i Laborem Exercens (1981). La Rerum Novarum va advocar per la reglamentació de les hores de treball, del treball femení i de menors. Així mateix, va condemnar la fixació d'un salari insuficient, declarant un deure d'estricta justícia del patró pagar a l'assalariat una remuneració que li permeti viure en condicions humanes. Les altres encícliques van complementar i ampliar la primera.

### El sistema jurídic del treball
El treballador que presta els seus serveis subordinadament ha passat de ser un esclau en l'Edat antiga, un serf de l'edat mitjana (conegut també com el serf de la gleva), a un subjecte amb drets i llibertats en l'actualitat. El dret ha vingut a regular condicions mínimes necessàries per a una estabilitat social.
La creació de les primeres lleis laborals data des de la segona meitat del segle xix, i més tardanament en uns països que en d'altres. L'any 1919, amb el Tractat de Versalles que va posar fi a la primera guerra mundial, el dret del treball adquireix suport internacional plasmat en la creació de l'Organització Internacional del Treball (OIT).
Hi ha definicions filosòfiques, econòmiques i físiques del treball. Però per al dret laboral el que importa és el treball subordinat. L'activitat del metge independent o de l'artista, o altres professionals independents, estan fora de l'interès del dret laboral. On cessi la subordinació, cessa l'aplicació del dret laboral.

## Contingut
Conjunt de normes i principis teòrics que regulen les relacions jurídiques entre ocupadors i treballadors i de tots dos amb l'estat, originat per una prestació voluntària, subordinat, retribuïda de l'activitat humana, per a la producció de béns i serveis.
Tradicionalment la disciplina del dret del treball s'entén formada per les següents parts:
- Dret individual del treball: tracta de les relacions que emanen del contracte individual de treball entre un treballador i el seu ocupador.
- Dret col·lectiu del treball: es refereix a les regulacions de les relacions entre grups de subjectes en la seva consideració col·lectiva, del dret del treball (sindicats, organitzacions d'ocupadors, coalicions,[n 1] negociació col·lectiva, participació de l'Estat amb fins de tutela).
- Dret de seguretat social: es refereix a la protecció dels treballadors, principal (però no exclusivament) econòmica, davant els riscos de malaltia, accidents, vellesa, cessantia, etcètera.
- Dret processal laboral.

### Exemples de definició legal del treball

#### Espanya
L'Art. 1.1 de l'Estatut dels Treballadors exigeix que concorrin les següents cinc característiques, sense excepció:
- Voluntarietat: elecció lliure per part de les dues parts del contracte. (El treballador signa un contracte lliurement).

- Retribució (remuneració): compensació econòmica, adequada a la prestació laboral del treballador.

- Alienitat: en els fruits, en els riscos i en els mitjans, tot això assumit per i per a l'ocupador (els fruits directes del treball no són propietat del treballador, sinó de l'empresari).

- Dependència: consistent en l'àmbit d'organització i direcció de l'ocupador. (L'empresari és qui organitza i dirigeix l'activitat laboral, i el treballador acata les ordres).

- Personal: el treballador realitza personalment el treball i no pot manar a una persona en nom seu.

### Modalitats en funció del termini

#### Contractes de temps determinat
Són contractes laborals de termini fix o d'obra determinada. Un contracte de termini fix seria aquell que requereix els serveis d'un treballador per un determinat període, acabat el qual, es considera extint el contracte. Un contracte d'obra determinada és aquell en què se sol·liciten els serveis d'un treballador per a l'execució de l'obra. Finalitzada l'obra, el contracte es considera extint. L'extinció del contracte laboral per temps o per obra acabada no suposen responsabilitat per a cap de les dues parts.
És important esmentar que un contracte de termini fix que sigui prorrogat constantment passa a ser considerat un contracte de temps indefinit, perquè aplica el principi de primacia de la realitat.

#### Contractes de temps indefinit
Són aquells contractes que no estipulen una data o succés de finalització del contracte de treball. Certament, són els contractes que permeten als treballadors aconseguir l'estabilitat laboral amb el temps de prestació dels seus serveis.

### Modalitats especials de la feina

#### Treball per compte propi o autoocupació
El treball per compte propi o autoocupació, és aquell en el qual el mateix treballador dirigeix i organitza la seva activitat corrent a càrrec seu i assumint el risc econòmic, i que pot adoptar dues formes bàsiques:
- L'autoocupació individual o treball autònom, que es regula habitualment pel dret civil o el dret comercial, sota la forma de "contracte de locació de serveis" (professions liberals, oficis autònoms, etc.).
- L'autoocupació col·lectiva, en el qual el treballador exerceix en una organització de la qual ell forma part com a ple membre en la presa de decisions (cooperativa de producció o treball, societat laboral, etc.).

#### Treball informal en relació de dependència o treball no registrat
El treball informal en relació de dependència, també anomenat treball no registrat, treball en negre o treball sense contracte, es caracteritza per constituir la relació laboral que no compleix formalitats legals. Aquest tipus de treball ha crescut notablement en els últims anys. Actualment moltes grans empreses utilitzen un sistema de recursos humans que combina el manteniment d'un petit grup "assalariat" formal emprat directament per l'empresa, amb un ampli grup de treballadors que s'exerceixen en empreses terciaritzades (outsourcing), moltes vegades en condicions d'informalitat, sense proteccions laborals.
Una de les interpretacions comunament acceptades sobre l'existència d'activitats informals es refereix al desenvolupament d'aquestes al marge del sistema regulador vigent. És a dir, es tracta de labors que es desenvolupen sense complir amb els requisits establerts en les reglamentacions aplicables. Així mateix, i en una visió més positiva, l'exclusió s'associa amb la seva falta d'accés a les polítiques de foment i, en particular, al crèdit, la capacitació i els mercats. Aquesta aproximació al sector informal emfatitza la seva il·legalitat com a característica primordial i tendeix a visualitzar-ho com un conjunt d'activitats encobertes o submergides de l'economia.
La realitat és, però, més matisada. Ni el sector informal opera absolutament "en negre", ni el seu oposat, el sector modern, ho fa sense restriccions inclinació a la legalitat. Predominen les anomenades àrees grises que, en investigacions sobre començaments de la dècada de 1990 (Tokman, 1992; Tokman i Klein, 1996), s'han caracteritzat com el compliment parcial de certs requisits legals o processals, inclosa la il·legalitat absoluta, però també la legalitat plena. No obstant això, el panorama prevalent en la informalitat és una àrea intermèdia entre aquestes últimes: es compleix amb certs requisits de registre, però no es paguen els Impostos; s'observa part de les regulacions laborals, però no totes.

#### Treball informal de simple supervivència per compte propi
Aquest tipus de treball no s'ha de confondre amb l'anterior, encara que moltes vegades en la realitat les fronteres són difuses. Aquest tipus de treball és de molt baixa productivitat i es realitza per compte propi, fora de tota formalitat legal (netejavidres en els semàfors, recol·lectors informals d'escombraries, venedors de carrer, etc.).

#### Interins i beques d'investigació
En aquest tipus de treball, el treballador, generalment en acabar els seus estudis universitaris, manté una activitat laboral habitualment relacionada amb la investigació. És una figura derivada de la beca d'estudis, mitjançant la qual es remunera el treball realitzat, però el becari roman fora de l'estatut dels treballadors, i no té per això de gran part dels beneficis socials. De vegades es pretén utilitzar com una forma legal de "contractació" de joves treballadors, el que redueix els costos salarials derivats de l'alta en la seguretat social.